# Liste des volcans du Vanuatu
Cet article recense les volcans du Vanuatu. 

## Liste
La liste suivante inclut les îles Hunter et Matthew, dont la souveraineté est disputée entre la France et le Vanuatu.
| Nom               | Altitude | Dernière éruption | Coordonnées           |
| ----------------- | -------- | ----------------- | --------------------- |
| Manaro Voui       | +01 496, | 2018              | 15° 23′ S, 167° 50′ E |
| Ambrym            | +01 334, | 2019              | 16° 15′ S, 168° 07′ E |
| Aneityum          | +00852,  | Pléistocène       | 20° 12′ S, 169° 50′ E |
| Caldeira sans nom | +00521,  | Holocène          | 17° 00′ S, 168° 36′ E |
| Epi Est           | −00034,  | 2004              | 16° 41′ S, 168° 22′ E |
| Futuna            | +00666,  | Pléistocène       | ?                     |
| Gaua              | +00979,  | 2012              | 14° 16′ S, 167° 30′ E |
| Gemini Est        | −00080,  | 1996              | 20° 59′ S, 170° 17′ E |
| Gemini Ouest      | −00030,  | ?                 | 21° 00′ S, 170° 03′ E |
| Hunter            | +00297,  | 1903              | 22° 24′ S, 171° 03′ E |
| Kutali            | +00833,  | ?                 | 16° 44′ S, 168° 17′ E |
| Kuwae             | −0 0002, | 1980              | 16° 50′ S, 168° 32′ E |
| Lopevi            | +01 413, | 2006              | 16° 30′ S, 168° 20′ E |
| Makura            | +00644,  | ?                 | 17° 00′ S, 168° 30′ E |
| Matthew           | +00177,  | 1976              | 22° 20′ S, 171° 19′ E |
| Merelava          | +00883,  | 1606              | 14° 27′ S, 168° 03′ E |
| Mota Lava         | +00411,  | 300 000 ans       | 13° 42′ S, 167° 39′ E |
| North Vate        | +00594,  | Holocène          | 17° 27′ S, 168° 20′ E |
| Traitor's Head    | +00837,  | 1881              | 18° 45′ S, 168° 20′ E |
| Tavai Ruro        | +00554,  | ?                 | 16° 48′ S, 168° 26′ E |
| Ureparapara       | +00764,  | 478 000 ans       | ?                     |
| Vanua Lava        | +00921,  | 1965              | 13° 48′ S, 167° 28′ E |
| Vot Tande         | +00064,  | 4 000 ans         | ?                     |
| Yasur             | +00405,  | 2007              | 19° 31′ S, 169° 25′ E |